# Terceira Idade Brilha São Bernardo do Campo
A GRECES Terceira Idade Brilha de São Bernardo do Campo é uma escola de samba da cidade de São Bernardo do Campo, no ABC Paulista.

## História
Inicialmente formada como um bloco carnavalesco voltado para idosos no ano de 1990, transformou-se em escola de samba em 20 de janeiro de 2001. A partir de então, ascendeu rapidamente no Carnaval de São Bernardo do Campo, vencendo a divisão principal em 2005 e 2007. Foi campeã do Grupo II em 2014.

## Títulos
- Campeão do Grupo I: 2007[3]
- Campeão do Grupo II: 2011[4], 2014